# Voorlopige Regering van de Franse Republiek
Bij de bevrijding van Frankrijk werd een Voorlopige Regering van de Franse Republiek (Frans: Gouvernement provisoire de la République française, GPRF) gevormd. De eerste voorlopige regering werd op 3 juni 1944 in Algiers gevormd door Charles de Gaulle als voortzetting van het Comité Français de la Libération Nationale (CFLN), het Frans Comité van Nationale Bevrijding, dat in 1943 was opgericht. De Derde Franse Republiek was in 1940 ten onder gegaan, en bij de bevrijding wenste niemand haar te herstellen. Er werd een grondwetgevende vergadering gekozen, die in 1946 een ontwerp voor de Vierde Franse Republiek presenteerde.
De voorlopige regering schreef verkiezingen uit voor een grondwetgevende Nationale Vergadering. Hierbij werden al direct enkele hervormingen doorgevoerd, zoals de invoering van het vrouwenkiesrecht, het referendum en de evenredige vertegenwoordiging. 
Andere hervormingen die De Gaulle doorvoerde waren sociaal-economische maatregelen, zoals de invoering van ondernemingsraden, de invoering van een stelsel van sociale zekerheid en de nationalisering van bedrijven als EDF, Air France en Renault.
Bij de verkiezingen van 21 oktober 1945 werd de communistische PCF met 26,12 % van de stemmen de grootste partij. De christendemocratische MRP haalde 23,81 %, de socialistische SFIO 23,35 %, gematigd rechts 15,60 % en de radicalen 10,49 %. Tevens stemden de kiezers er met 96,37 % van de stemmen mee in dat de Nationale Vergadering een nieuwe grondwet moest opstellen. Op 13 november 1945 werd de voorlopige regering van De Gaulle eenstemming door de Nationale Vergadering bevestigd.
Het eerste ontwerp voor een grondwet, dat op 19 april 1946 door de Nationale Vergadering werd goedgekeurd, werd bij het referendum van 5 mei 1946 afgewezen. Vervolgens werden op 2 juni van dat jaar nieuwe verkiezingen voor een Nationale Vergadering gehouden. Op 29 september 1946 werd een tweede grondwetsontwerp door de Nationale Vergadering aangenomen, dat bij het referendum van 13 oktober 1946 met 53,5 % van de stemmen werd aangenomen.
De eerste reguliere parlementsverkiezingen werden op 10 november 1946 gehouden. Op 16 januari 1947 werd de socialist Vincent Auriol door de Nationale Vergadering en de Conseil de la République verkozen tot President van Frankrijk en op 22 januari werd de regering van premier Paul Ramadier geïnstalleerd, waarmee de tijd van de voorlopige regeringen was beëindigd.

## Premiers
Voorzitters van de voorlopige regeringen:
| Premier           | Ambtsperiode                       | Partij     |
| ----------------- | ---------------------------------- | ---------- |
| Charles de Gaulle | 3 juni 1944 - 20 januari 1946      | partijloos |
| Félix Gouin       | 26 januari 1946 - 12 juni 1946     | SFIO       |
| Georges Bidault   | 23 juni 1946 - 28 november 1946    | MRP        |
| Léon Blum         | 16 december 1946 - 16 januari 1947 | SFIO       |